# Decepticons
Los Decepticons son una facción de villanos ficticios de robots sensibles en la franquicia multimedia Transformers, y los cómics y dibujos animados relacionados.Líderados por Megatron, ellos se preocupan por cosas como conquistar Cybertron, derrotar a los Autobots, acumular grandes cantidades de energon, desarrollar armamento poderoso y causar estragos globales. Son una raza malévola de guerreros robot, brutales y despiadados, y están liderados por un único objetivo inquebrantable: la dominación total del universo.
Los Decepticons tienen ojos rojos (mientras que los Autobots tienen ojos azules) y generalmente están representados por las insignias faciales púrpuras que todos llevan. Principalmente, tienen una preferencia por vehículos de alta tecnología o poderosos; incluyendo aeronaves, vehículos militares, vehículos de construcción, carros lujosos o deportivos, e incluso objetos más pequeños que los humanos.
En la versión japonesa de la franquicia, los Decepticons se llaman Destron o Deathtron (Japonés: デストロン Desutoron). La única excepción a esta convención de nomenclatura es Car Robots, donde el subgrupo denominado "Decepticons" de los robots en la adaptación del disfraz, se conoce en Japón como los Combatrons (el nombre japonés del subgrupo G1 conocido como los Combaticons). El nombre general en Robots in Disguise es Destronger. Sin embargo, la versión japonesa de Transformers Animated utiliza Decepticon (ディセプティコン), un transliteración directa del nombre original en inglés.

## Transformers: Generación 1
Los Decepticons son de una raza llamada Transformers - robots que pueden cambiar a vehículos, dispositivos mecánicos e incluso las formas animales. Ellos hicieron la guerra por eones en su planeta Cybertron contra los Autobots. Ambas facciones necesitan suministros. Los Autobots no buscando una pelea con los Decepticons, consiguen salir al espacio de todos modos. Cuando la nave Decepticon ataca a los Autobots y se estrellan contra la Tierra primitiva y golpea a todos dejándolos inconscientes. Millones de años más tarde, en 1984, una erupción volcánica se reactiva la computadora principal de la nave para darles todas las nuevas formas alternas que provienen de vehículos en la zona circundante. Después de la película The Transformers: The Movie, Megatron se reformó como Galvatron, y Optimus Prime fue reemplazado por un tiempo por Rodimus Prime, sólo para regresar más tarde. 

### Miembros
Artículo principal: Lista de Decepticons
A diferencia de los Autobots, cuyo líder es un portador de una matriz, los Decepticons son guiados por el más poderoso de sus filas (generalmente Megatron). Esto tiende a causar algún conflicto, teniendo en cuenta lo general, todos los Decepticon creen que son los más poderosos. Además, los Decepticons no son exactamente los seres más compasivos en el universo, pero no todos luchan por la codicia. Más que unos pocos tienen un sentido del honor, mientras que otros creen que Cybertron estaría mejor protegido por la expansión agresiva. En última instancia, los Decepticons desean proteger a su planeta natal, aunque sea a costa de los demás.

### Línea de juguetes Hasbro
Hasbro lanzó la línea de juguetes Transformers con dieciocho personajes Autobot diferentes, todos los cuales se transformaron en automóviles, mientras que los diez Decepticons distintos (siete paquetes, tres de los cuales eran dos en una caja / paquete) eran armas, aviones y equipos de comunicaciones. Muchos de los Transformers estaban basados en diseños de Takara. Optimus Prime fue uno de los primeros Transformers lanzados por Hasbro en 1984. El listado de personajes / mini póster que venía dentro del empaque de Transformer lo identificó como "Comandante Autobot", en contraste con el título de Megatron el "Líder Decepticon".

### Marvel Comics
En la continuidad cómica de Marvel, se estableció que los Decepticons entraban y salían de las piscinas de gladiadores en Cybertron. Al principio, el liderazgo de los Decepticons cambiaba constantemente debido a su tendencia a matar y reemplazar a sus líderes. No sería hasta que un humilde gladiador afiliado a Decepticon llamado Megatron asumiera el trono que los Decepticons se convirtieran en una verdadera amenaza para el resto de la población de Cybertron.
Si bien Megatron fue el líder principal, otros Decepticons tuvieron roles prominentes como líderes del grupo. Shockwave, Scorponok, Bludgeon y Ratbat lideraron a los Decepticons, a menudo derrocando a Megatron en el proceso o tomando el control del grupo durante el período en que se creía que Megatron había muerto.
En la serie G2 Marvel (que continúa a partir de la serie G1 Marvel), se afirma que las fuerzas de Decepticon en Cybertron sufrieron una división masiva a raíz de la desaparición de Megatron cuando Megatron, Optimus Prime y sus respectivas tropas se estrellaron en la Tierra. Los Decepticons más fuertes y más inteligentes dejaron a Cybertron para colonizar galaxias cercanas, dejando un liderazgo simbólico de Decepticons excesivamente crueles y duplicados para controlar Cybertron. Estos Decepticons que dejaron su mundo natal se convirtieron en los Decepticons de "La Segunda Generación", que fueron liderados por el villano Liege Maximo. En la última página del último número, Liege Maximo indica que los Decepticons y todos sus descendientes vinieron de él, lo que indica que él es el fundador original de los Decepticons.

## Transformers: La chispa de la Tierra
Bajo el mando de Megatron, los Decepticons lucharon originalmente en la guerra con el objetivo de crear un Cybertron más igualitario. Sin embargo, con la expansión de la guerra a la Tierra, Megatron pronto se dio cuenta de lo mucho que su facción se había alejado de su visión original y se unió a los Autobots con la esperanza de poner fin al conflicto. Cuando Megatron aparentemente destruyó el AllSpark en la batalla final de la guerra en la Tierra, los Decepticons se encontraron varados en la Tierra, ya que el Puente Espacial a Cybertron fue destruido junto con él. Por sus acciones, Megatron fue tildado de traidor por muchos de sus antiguos soldados, como Shockwave y Soundwave.
Varados en la Tierra, los Decepticons se vieron obligados a huir para evadir el encarcelamiento de G.H.O.S.T. y tuvieron que recurrir al robo de Energon. Incluso comandantes de alto rango como Starscream se convirtieron en prisioneros de la alianza Autobot-Humano. Sin embargo, muchos Decepticons desventurados terminaron trabajando para el científico anti-Cybertroniano, Mandroid, generalmente como esclavos controlados mentalmente o como parte de un trato para protegerlos de G.H.O.S.T.
Mientras estuvieron prisioneros de G.H.O.S.T., los Decepticons como Skullcruncher se vieron obligados a someterse a experimentos que los debilitaron severamente. Cuando la Terran Hashtag hackeó sin darse cuenta los sistemas de seguridad de G.H.O.S.T., terminó desactivando los escudos de las celdas de la prisión que contenían a sus prisioneros Decepticon, lo que provocó un levantamiento de corta duración en la prisión.
Muchos Decepticons se encontraron participando en luchas clandestinas conocidas como "Bot-Brawls" que se hacían para la diversión de su público humano, y los perdedores en estos combates eran encadenados al techo y dejados morir. Uno de estos combates estaba dirigido por Mandroid, que rescataba partes del cuerpo de los perdedores de Cybertron para sus propias modificaciones corporales. Después de otra derrota a manos de los Terrans, Mandroid se reunió con la directora de G.H.O.S.T., Karen Croft, donde formalizó una asociación entre ellos para comenzar a construir más placas de control de Cybertron para usarlas a su disposición, y le ofreció a Mandroid los prisioneros Decepticons bajo su vigilancia como sujetos de prueba.

## Acción en vivo

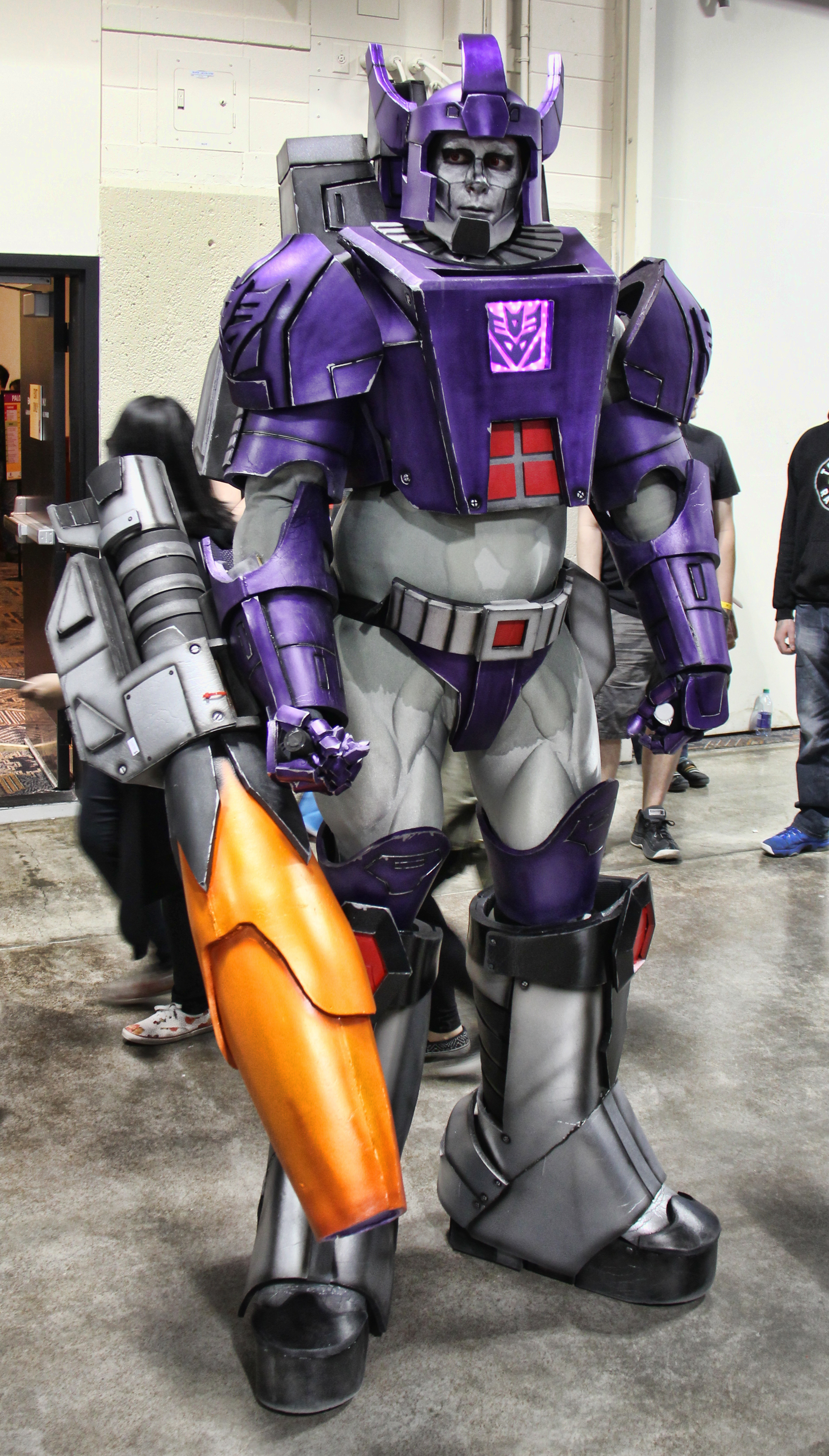
Cosplay de Galvatron (de la película Transformers de 1986) en la Calgary Comic & Entertainment Expo 2016.

El cómic de la precuela de la película, de IDW Publishing revelaría sus orígenes. Originalmente, Optimus Prime y Megatron gobernaron a Cybertron juntos, debido al poder del Allspark, un tractor misterioso que podría dar vida a los Transformers, y mantener a Cybertron vivo. Eventualmente, Megatron comenzó a desear su poder para sí mismo y reunió un ejército de separatistas de ideas afines: los Decepticons. Megatron pronto golpeó, y Cybertron se vio envuelto en una guerra civil. Sin embargo, esto parecería más tarde ser cambiado por las secuelas, donde se revela que Sentinel Prime fue el primer líder de los Autobots y The Fallen, el fundador y maestro supremo de los Decepticons. Optimus solo tomaría el mando después de que aparentemente murió Sentinel en acción y Megatron sirviera como líder de la segunda encarnación de los Decepticons con The Fallen como su maestro y mentor debido a la incapacitación de este último. La siguiente precuela de la novela Transformers: Ghosts of Yesterday reveló que Starscream tomó el mando de los Decepticons después de la desaparición de Megatron.

### Transformers (2007)
Los Decepticons hacen una aparición en la película de acción en vivo, Transformers. Incluyen Megatron (Hugo Weaving), Starscream, Frenzy, Blackout, Barricade, Scorponok, Brawl y Bonecrusher. Al igual que los Autobots, los Decepticons están diseñados para verse más orgánicos en la película. Mientras que los Autobots tienen más aspectos humanos, los Decepticons son más monstruosos; Tienden a parecerse a insectos carnívoros, mamíferos y aves. En la película, los Autobots pretenden utilizar el AllSpark, el objeto que creó su raza robótica, en un intento de reconstruir Cybertron y terminar la guerra, mientras que Megatron y los Decepticons desean controlarlo con la intención de construir un ejército dando vida a las máquinas de la Tierra. En última instancia, casi todos los Decepticons que participaron en la primera batalla (excepto Starscream, Scorponok y Barricade) son asesinados y el AllSpark es utilizado por Sam para matar a Megatron, lo que hace que los Autobots acepten la Tierra como su nuevo hogar, mientras que los humanos continúan. La caza de los Decepticons restantes.

### Transformers: la venganza de los caídos (2009)
En Transformers: la venganza de los caídos se revela que The Fallen, un Prime que se convirtió malvado, es el fundador de los Decepticons, con Megatron como líder de su segunda encarnación, aceptando a The Fallen como su maestro y mentor. Esto parece implicar que los Decepticons eran originalmente Autobots que se volvieron malvados. En la batalla final en la segunda película, hay muchas víctimas de Decepticons, incluyendo Devastator (destruido por un cañón de riel), Mixmaster (cortado por la mitad y su cabeza pisoteada por Jetfire), Rampage (asesinado por Bumblebee), Ravage (despojado de su la columna vertebral de Bumblebee), Scrapper y Long Haul (asesinados por un ataque aéreo), Scorponok (cabeza aplastada por Jetfire) y el mismo Fallen (chispa arrancada por Optimus Prime). También murieron en la película Sideways (mientras aún estaba en modo vehículo) y Demolisher, asesinados al principio por Optimus y Sideswipe. Tras la muerte de Fallen, Megatron oficialmente toma el control total de los Decepticons en este punto, jurando venganza.

### Transformers: el lado oscuro de la luna (2011)
Los Decepticons regresan en Transformers: el lado oscuro de la luna con el plan de usar un Puente Espacial para llevar un ejército a la Tierra y transportar a Cybertron a la órbita para reconstruir el planeta con los recursos naturales de la Tierra y la población humana como esclavos. Megatron y Sentinel Prime planearon esto hace mucho tiempo, planeaban reunirse en la Tierra antes de que Megatron persiguiera el Allspark y terminara congelado y el Arca fuera derribada por los combatientes Decepticon (pocos Decepticons sabían del plan) y se estrellaron en la Luna de la Tierra en 1961. Esto fue detectado por los estadounidenses y los rusos y los programas espaciales fueron creados para alcanzar la nave y estudiarla. Sin embargo, en 1963, los Decepticons habían allanado el Arca y eliminó todos menos cinco de los pilares y los escondió en la Luna junto con un ejército de cientos de Decepticons, esperando el momento en que se utilizarían los pilares. Después de que los humanos alcanzaron la Luna con éxito y exploraron la nave, Soundwave y Laserbeak se acercaron a varios humanos, incluido el padre de Dylan Gould, para que cerraran los programas espaciales de Estados Unidos y Rusia.
Los Decepticons establecieron una red de colaboradores humanos que evitaron que los humanos notaran las acciones de los Decepticons en la Luna, que luego dirigió Dylan Gould. Después de que un colaborador humano llamado Alexi Voshkod lleve a NEST a Chernobyl, donde recuperan una parte del motor del Arca, los Decepticons resurgen por primera vez desde Egipto, formados por Shockwave y Driller que ataca, pero retrocede. Esto lleva a los Autobots a recuperar a Sentinel y los pilares restantes del puente espacial y revivirlo y, según esto, Megatron le ordena a Laserbeak que mate a todos los colaboradores humanos, excepto a Dylan Gould, y él lo hace. Antes de que lo maten, uno de los colaboradores llamado Jerry Wang alerta a Sam Witwicky sobre esto y él alerta a NEST, que lo ignora. Sam y Seymour Simmons descubren la trama de los Decepticons a partir de imágenes que un investigador ruso obtuvo de los Decepticons que ocultan los pilares y los Dreads se envían para atacar el convoy que protege a Sentinel, pero son asesinados por Bumblebee, Dino, Sideswipe y Ironhide.
Después de que Sentinel revela sus verdaderos colores y asesina a Ironhide, coloca los pilares en el National Mall y trae a la Tierra al ejército de Decepticons que consiste en cientos de soldados Decepticons y naves de Decepticon. Con el ejército en la mano, los Decepticons prometen no llevar una guerra contra la población humana a cambio de que los Autobots deben abandonar la Tierra. Mientras despegaba a la atmósfera, Starscream destruyó la nave, sabiendo que la humanidad resistirá por sí misma. Algunos de los Decepticons se dispersan por todo el mundo para establecer los pilares, pero la mayor parte del ejército invade Chicago, devastando a la población humana y asumiendo el control. Los Autobots, NEST y un equipo de mercenarios liderados por Sam Witwicky y Robert Epps invaden Chicago y luchan contra el ejército de Decepticon, con la ayuda del Ejército de los Estados Unidos y la Fuerza Aérea de los Estados Unidos. El grupo logra eliminar gran parte del ejército, incluido Laserbeak (asesinado por Sam Witwicky y Bumblebee), Driller (asesinado por Optimus), Starscream (asesinado por Sam Witwicky), Soundwave (asesinado por Bumblebee), y Shockwave (asesinado por Optimus) e interrumpe el pilar de control, obligando a Sentinel a la batalla. Las fuerzas humanas y Autobot combinadas abruman a Sentinel y sus fuerzas restantes y los misiles Tomahawk destruyen a la mayoría de los luchadores de Decepticon, obligando a Sentinel a huir antes de enfrentarse a Optimus uno a uno. Dylan Gould reactiva el puente espacial, pero Sam Witwicky mata a Gould, y Ratchet y Bumblebee destruyen el Pilar de Control, lo que hace que Cybertron se derrumbe y arruine el plan de Decepticon. Además, las restantes naves de Decepticon son absorbidas por Cybertron por el puente espacial y son destruidas.
Sentinel casi mata a Optimus, pero Megatron, convencida por Carly Spencer de que terminaría trabajando para Sentinel a menos que pudiera deshacerse de él, se vuelve en contra de Sentinel y lo hiere gravemente. Megatron intenta hacer una falsa tregua con Optimus, pero Optimus no se enamora de ello y mata a Megatron y Sentinel. Si bien la pérdida de vidas humanas en Chicago es masiva, la batalla es una gran victoria para los Autobots, ya que eliminaron a la mayoría del ejército de Decepticons en la Tierra (incluido a Gould por traidor) a pesar de que todavía hay algunos dispersos por todo el mundo y todo el comando de Decepticon. La estructura fue destruida con todos sus miembros muertos en la batalla.

### Transformers: la era de la extinción (2014)
Mientras que los Decepticons regulares no aparecen realmente en Transformers: la era de la extinción (excepto Megatron que renació como Galvatron), sí juegan un papel en la historia como antagonistas secundarios. La "Batalla por Chicago" (batalla climática de El lado oscuro de la luna) se ha convertido en un evento similar al 11-S para el público 5 años después de la tercera película y una organización gubernamental despiadada llamada Cemetery Wind han comenzado a cazar a los Decepticons que todavía están dispersos por todo el mundo y en secreto a los Autobots cuando la alianza entre los humanos y los Autobots (incluida la alianza entre los humanos y los Decepticons, ya que Dylan Gould ya está muerto). Se mencionó que aún podría haber menos de una docena de Decepticons y Autobots escondidos en el planeta Tierra por Harold Attinger (Kelsey Grammer). El antagonista de la película es, en cambio, el cazador de recompensas neutral Lockdown, que pudo haber sido un Decepticon en un momento dado, enviado a la Tierra para cazar a Optimus Prime por la raza creadora de los Transformers (que no se ve en la película). Lockdown y Attinger hacen un trato a tres bandas junto con una compañía llamada KSI, Kinetic Solutions Incorporated, por el jefe, Joshua Joyce, quien usa los Decepticons originales (y Autobots), se queda para construir nuevos prototipos Transformers que pueden ser controlados por humanos y deben eliminar a aquellos que se crucen en su camino como la familia Yeager para conocer este secreto.
Su joya de la corona es Galvatron, quien queda poseído por la conciencia de Megatron (Frank Welker) y luego posee los otros prototipos y los convierte en Decepticons controlados por él. Galvatron planea usar la Semilla, un dispositivo que puede crear Transformium, los Transformers de metal están hechos de, para reconstruir su ejército de Decepticons y conquistar la Tierra, cuando Joyce fue llamado por Cade Yeager, y sabiendo que fue manipulado por Attinger y Galvatron, y Se escapa con la Semilla. Después de la batalla final en Hong Kong, todos los Decepticons son destruidos por Cade, los Autobots y Dinobots, excepto Galvatron, que se escapa después de que Lockdown y Attinger sean asesinados por Optimus Prime, prometiendo regresar un día, ya que renace, antes de que Cemetery Wind se disolviera por sus crímenes y se calificara como una organización terrorista.
Barricade, Soundwave y varios "drones protoformes" de Decepticon aparecen en el archivo de El lado oscuro de la luna presentado por Attinger. Varios Autobots y Decepticons fallecidos aparecen a lo largo de la película en Chicago y en el laboratorio de KSI, incluida la cabeza de Megatron y Sentinel.

### Transformers: el último caballero (2017)
Los Decepticons regresan en Transformers: el último caballero con el líder revivido, Megatron (dejando de ser Galvatron), cuando ha comenzado una batalla por la supervivencia entre la raza humana y los Transformers. Una agencia nueva llamada TRF ahora empiezan a cazar Transformers (luego de descubrir la fechoría que Cementery Wind ha causado), se alian con ellos temporalmente para buscar un objeto llamado El Cetro. Durante la batalla final, los Decepticons ayudan a la hechicera Quintessa a drenar la energía vital de la Tierra para reparar un Cybertron dañado (terminar lo que Sentinel Prime no hizo), luego antes de ser derrotados por los Autobots.

### Bumblebee (2018)
Los Decepticons regresan en Bumblebee, donde son vistos por primera vez durante la batalla final de Cybertron contra los Autobots. Los Decepticons en Cybertron son codirigidos por Shockwave y Soundwave, quienes proceden a forzar a los Autobots a salir de Cybertron.
En algún momento antes de esta batalla, el Decepticon Seeker Blitzwing fue enviado a la Tierra por los Decepticons por razones desconocidas.
Después de que el explorador Autobot B-127 aterriza en la Tierra, el Decepticon Blitzwing interviene en una escaramuza entre el Autobot y el grupo de operativos especiales humanos conocido como Sector 7. Él procede a activar B-127, incluso arrancando el procesador vocal del explorador e intentando ejecutarlo. Sin embargo, antes de que pudiera hacer esto, B-127 conectó uno de los misiles de Blitzwing al cuerpo de Blitzwing, causando que explotara y muriera en el proceso.
Los agentes Decepticon Triple-Changer Shatter y Dropkick son enviados a interceptar al teniente Cliffjumper de los Autobots, con la esperanza de que puedan encontrar al líder Autobot Optimus Prime. Lo atacan en una de las lunas de Saturno, exigiendo que le digan la ubicación de Optimus Prime. Se niega, pero recibe una transmisión de B-127 que viene de la Tierra. Como Cliffjumper se niega a revelar información sobre el paradero de Optimus, Shatter comenta que Cliffjumper "merece una muerte mejor". Dropkick procede a cortar Cliffjumper por la mitad.

### Transformers One (2024)
En Transformers One, los Decepticons antes eran conocidos como la Guardia de Élite que trabajaba para los Primes originales. Al ser guiados por su líder, Starscream, sabiendo que han sido testigos de la traición de Sentinel Prime hace mucho tiempo y que han estado tratando de vengarse desde entonces mientras permanecían ocultos. Después de que D-16 vence a Starscream en una pelea, él se convierte en el nuevo líder de la Guardia de Élite, luego de que él y algunos fueran capturados por los guardias de Sentinel. Algunos restantes de la Guardia de Élite son guiados por Orion Pax y Elita-1 para enfrentar a Sentinel y exponerlo ante sus crímenes. Ante esta rebelión y la muerte de Sentinel, la Guardia de Élite son guiados por D-16, ahora siendo rebautizado como Megatron, quién les ordena destruir todo Iacon. Sin embargo, después de que su líder es vencido por Orion, siendo rebautizado como Optimus Prime, Megatron y la Guardia de Élite son exiliados de Iacon por sus crímenes de guerra y regresando a su ubicación oculta en el desierto. 
Al final, la Guardia de Élite es rebautizada ahora como los Decepticons por Megatron, para así tomar el control de Cybertron, dando inicio a la guerra contra Optimus y los Autobots.